# Desculacizare
Deskulacizarea (în limba rusă: раскулачивание, raskulacivanie), desculăcirea sau deschiaburirea a fost o campanie de represiuni politice în Uniunea Sovietică care a inclus arestări, deportări și execuții a milioane de familii de țărani înstăriți în perioada 1929 – 1932. Țăranii bogați au fost etichetați drept kulaci și declarați dușmani de clasă. Doar în perioada 1930 – 1931 au fost deportați peste 1,8 milioane de țărani.
 Obiectivul oficial al acestei campanii a fost lupta împotriva contrarevoluției și construirea socialismului la țară. Desculacizarea a avut loc simultan cu procesul de colectivizare a agriculturii și a adus practic agricultura și țărănimea sovietică din Rusia Sovietică sub controlul strict al statului.
„Lichidarea kulacilor ca o clasă socială” a fost un obiectiv al statului comunist anunțat de I. V. Stalin pe 27 decembrie 1929. Decizia a fost transformată într-o rezoluție din 30 ianuarie 1930 – „Cu privire la măsurile pentru eliminarea gospodăriilor kulacilor din regiunile cu colectivizare cuprinzătoare”.
Kulacii au fost împărțiți în trei categorii:
1. cei care trebuiau executați sau închiși în conformitate cu deciziile organelor locale ale GPU;
2. cei care, după confiscarea averilor, urmau să fie deportați în Gulagurile din Siberia, Urali sau Kazahstan și
3. cei care urmau să fie evacuați din casele lor și plasați în lagăre de muncă din regiunile de baștină.[1] Unul dintre apropiații lui Stalin, șeful poliției secrete GPU, Efim Evdokimov, (1891-1939) a fost cel care a organizat arestarea țăranilor și a supervizat execuțiile acestora în masa.

Combinația desculacizării, colectivizării și a altor măsuri represive polițienești a dus la apariția foametei în mai multe regiuni ale Uniunii Sovietice și la moartea a cel puțin 14,5 milioane de țărani în perioada 1930 – 1937. Printre aceștia se numără cei aproximativ 5 milioane de morți din Ucraina, care au pierit de foame în timpul Holodomorului.